# Ferdinand Charles Honoré Philippe d'Esterno
Pour les articles homonymes, voir D'Esterno.
Ferdinand Charles Honoré Philippe Félix, comte d'Esterno, né le 5 octobre 1805 à Dijon et mort le 15 mai 1883 à Paris, est un agronome, inventeur et écrivain français. 

## Biographie
Fils d'Anne-Ferdinand comte d'Esterno et de Laurence Richard de Montaugé, il est élevé par sa mère. En 1823, devenu comte d'Esterno à la suite du décès de son oncle (1822), il termine ses études de droit à Dijon.
Attaché d'ambassade à Dresde, remercié en 1830, il s'occupe alors d'agronomie. Secrétaire de la Société d'économie politique, le comte d'Esterno effectue en 1864 des travaux sur le vol à voile et invente un oiseau mécanique. Dans son ouvrage Du vol des oiseaux, publié la même année, il propose d'expérimenter des engins imitant le vol des oiseaux. Jules Verne le mentionne au chapitre VI de son roman Robur-le-Conquérant. 
Il est aussi l'auteur de pamphlets et de divers autres écrits dont :
- 1838 : Des langues départementales en France
- 1842 : De la misère, de ses causes, de ses remèdes
- 1867-1868 : Des Privilèges de l'ancien régime en France
- 1869 : Comment le roi s'amuse en France et la loi aussi
- 1871 : Projet de réforme de la grammaire

Héritier de l'Hôtel d'Esterno, il meurt sans postérité.